# Тимушев, Эдуард Алексеевич
Эдуард Алексеевич Тимушев (21 августа 1962, Керчомъя, Коми АССР — 4 декабря 2006, Усть-Кулом, Республика Коми) — коми писатель и поэт.

## Биография
Родился 21 августа 1962 года в селе Керчомъя Усть-Куломского района. Окончил Усть-Немскую среднюю школу. Учился в Сыктывкарском университете. Служил в армии. После демобилизации работал директором Дома культуры, в сплавной организации, стал журналистом.
Свои первые стихи Эдуард написал ещё будучи совсем юным, в возрасте 12—13 лет.
Является стипендиатом Главы Республики Коми в области журналистики. Также писал прозу. С 1999 года являлся членом Союза писателей России.
Умер 4 декабря 2006 года. Похоронен в Керчомъе.